# Haplonycteris fischeri
Haplonycteris · Cynoptère de Fischer
Genre
Espèce
Statut de conservation UICN

 LC  : Préoccupation mineure
Haplonycteris fischeri, le Cynoptère de Fischer, unique représentant du genre Haplonycteris, est une espèce de chauve-souris de la famille des Pteropodidae.

## Répartition
Cette espèce est endémique des Philippines.

## Systématique
Le genre Haplonycteris et l'espèce Haplonycteris fischeri ont été décrits en 1939 par Barbara Lawrence (en) (1909-1997) dans une publication coécrite avec Thomas Barbour (qui a rédigé l'introduction) et James Lee Peters (pour l'ornithologie).
Ce taxon porte en français le nom vernaculaire ou normalisé suivant : Cynopère de Fischer.

### Étymologie
Son épithète spécifique, fischeri, lui a été donnée en l'honneur d'Arthur Fischer, directeur à la retraite du Bureau of Forestry à Manille qui a fourni son aide à l'auteur.
L'étymologie du nom générique Haplonycteris n'est pas précisée par Lawrence.

### Publication originale
- (en) Thomas Barbour, Barbara Lawrence et James L. Peters, « Collections from the Philippine Islands », Bulletin of the Museum of Comparative Zoology at Harvard College, Cambridge (Massachusetts), vol. 86, no 2,‎ 1939, p. 25-128 (ISSN 0027-4100, e-ISSN 1938-2987, lire en ligne, consulté le 27 août 2024).